# Banhá
Banhá je město v Egyptě. Je hlavním městem guvernorátu Kaljúbíja. Leží asi 50 kilometrů severně od Káhiry na východním břehu damiettské větve Nilu. Vzhledem ke své poloze mezi Káhirou a Alexandrií je důležitým dopravním uzlem nilské delty. K roku 2012 zde žilo 165 906 obyvatel, v okolní aglomeraci pak asi 2,5 milionu obyvatel.
Místní univerzita byla založena roku 1976 jako součást univerzity v Zakázíku. V roce 2005 se osamostatnila a má ročně asi 60 tisíc absolventů.